# Mièges
Mièges is een gemeente in het Franse departement Jura in de regio Bourgogne-Franche-Comté en telt 95 inwoners (2009). De plaats maakt deel uit van het  arrondissement Lons-le-Saunier.

## Geschiedenis
Op 1 januari 2016 werden de buurgemeenten Esserval-Combe en Molpré in de gemeente Mièges opgenomen.

## Geografie
De oppervlakte van Mièges bedraagt 3,2 km², de bevolkingsdichtheid is dus 29,7 inwoners per km².

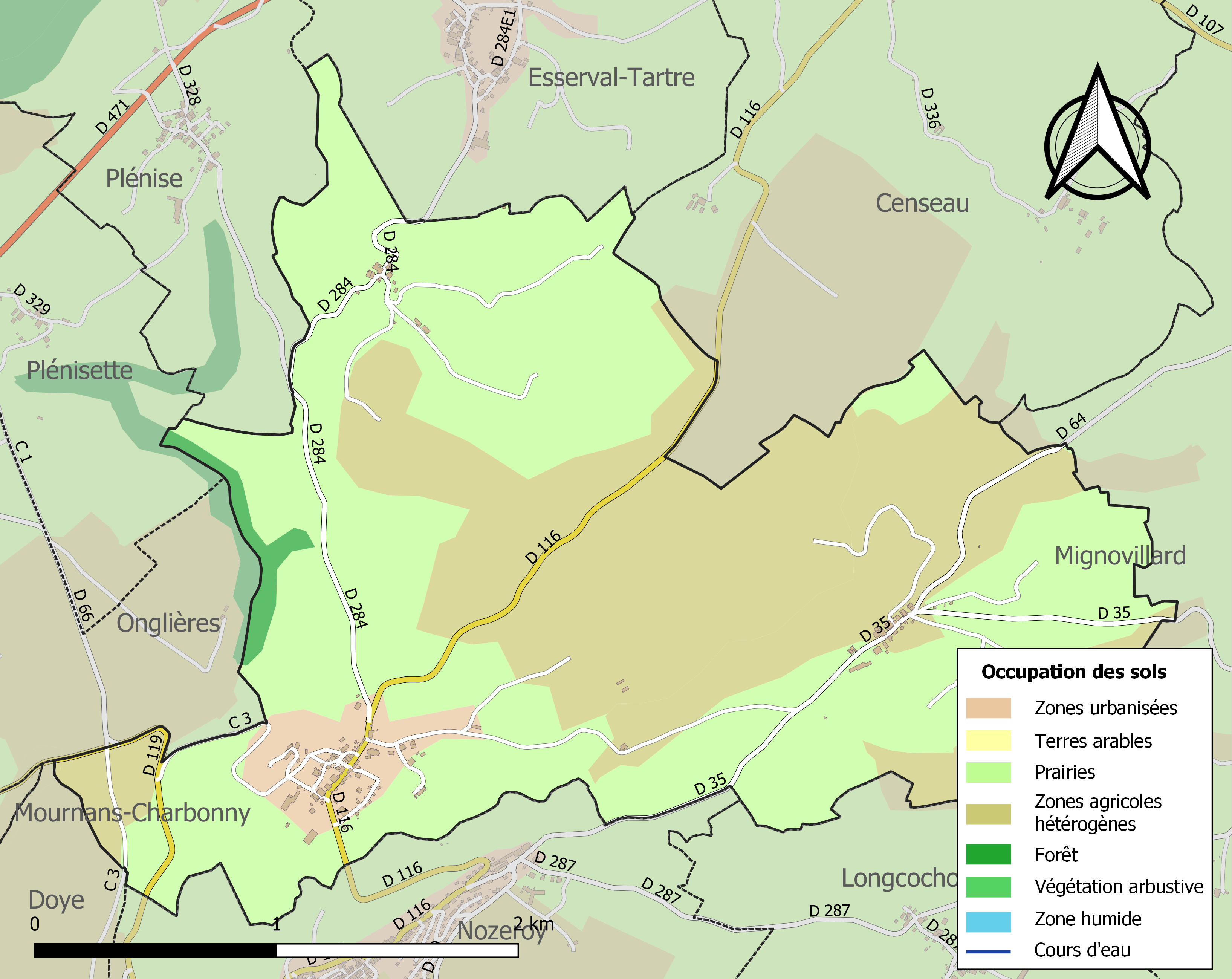
Kaart van de gemeente met de belangrijkste infrastructuur, bodemgebruik en omliggende gemeenten

## Demografie
Onderstaande figuur toont het verloop van het inwonertal (bron: INSEE-tellingen).